# Chambre des représentants de Caroline du Sud
Capitole de l'État de Caroline du Sud, Columbia
La Chambre des représentants de Caroline du Sud (en anglais : South Carolina House of Representatives) est la chambre basse de l'Assemblée générale de l'État américain de la Caroline du Sud.

## Système électoral
La Chambre des représentants de Caroline du Sud est composée de 124 sièges pourvus pour deux ans au scrutin uninominal majoritaire à un tour dans autant de circonscriptions,. Un représentant doit avoir au moins 21 ans et résider dans sa circonscription.

## Siège
La Chambre des représentants siège au Capitole de l'État situé à Columbia, capitale de Caroline du Sud.

## Histoire
En 1994, profitant de la révolution républicaine, le Parti républicain devient majoritaire à la Chambre des représentants pour la première fois depuis la Reconstruction. David Wilkins devient alors le premier président républicain d'une chambre (speaker) d'un ancien État confédéré. À l'issue des élections de 2016, les républicains contrôlent 80 des 124 sièges de la chambre et 81 sièges à l'issue des élections du 3 novembre 2020.

## Présidence
Le président de la Chambre est élu par les représentants pour la durée de la législature. La fonction est occupée par le républicain Jay Lucas depuis 2014.

## Représentation
| Date              | Parti      | Parti        | Total | Vacants |
| Date              | Démocrates | Républicains | Total | Vacants |
| ----------------- | ---------- | ------------ | ----- | ------- |
| Date              |            |              | Total | Vacants |
| 10 janvier 2017   | 44         | 80           | 124   | 0       |
| 24 janvier 2017   | 44         | 79           | 123   | 1       |
| 14 février 2017   | 43         | 79           | 122   | 2       |
| 16 février 2017   | 43         | 78           | 121   | 3       |
| 5 mai 2017        | 42         | 78           | 120   | 4       |
| 7 juin 2017       | 42         | 79           | 121   | 3       |
| 20 juin 2017      | 43         | 80           | 123   | 1       |
| 8 août 2017       | 43         | 79           | 122   | 2       |
| août 2017         | 42         | 79           | 121   | 3       |
| 31 août 2017      | 42         | 78           | 120   | 4       |
| 26 septembre 2017 | 43         | 78           | 121   | 3       |
| 7 novembre 2017   | 44         | 78           | 122   | 2       |
| 8 janvier 2019    | 44         | 80           | 124   | 0       |
| 12 janvier 2021   | 43         | 81           | 124   | 0       |

## Membres
- Albert Creswell Garlington : Membre 1850-1854